# Gerhard Rossbach
Gerhard Rossbach, även Gerhard Roßbach, född 28 februari 1893 i Kehrberg, Pommern, död 30 augusti 1967 i Hamburg, var en tysk frikårsledare. Han anförde Freikorps Rossbach från 1918 till 1921. Denna frikår deltog bland annat i Kappkuppen år 1920. I november 1923 deltog Rossbach i Adolf Hitlers ölkällarkupp.